# 亀田藩士秋田退散事件
亀田藩士秋田退散事件（かめだはんし あきた たいさんじけん）は、1761年（宝暦11年）4月に出羽国亀田藩から100人以上の藩士が脱藩して、隣接する久保田藩（秋田藩）へ赤平白山越えで逃れた事件である。脱藩者の中には藩主一門の岩城八百之助（やおのすけ）、同じく岩城帯刀（たてわき）、家老の大内図書（ずしょ）という重臣3名が含まれていた。藩内の対立で藩士が他藩に訴えるという事態は、明るみに出れば御家断絶になり兼ねない大事件であった。
退散の理由は、藩財政の困窮による俸禄の削減のため、藩士の生活が困難になったことに起因する。秋田藩と亀田藩の調定により、中心となった3重臣を除く全ての脱藩者は帰国したが、1765年（明和2年）に遅れて帰国した3重臣の処遇が秋田藩との約束に反して悪かったため、1770年（明和7年）3月から1784年（天明4年）12月まで秋田藩と亀田藩は絶縁状態になった。
この騒動に関して残されている記録は、すべて秋田藩のものであり、他方の当事者である亀田藩ならびに関与した仙台藩からは発見されていない。したがって、この事件は秋田藩の立場から考察を進めざるを得ない。

## 背景
亀田藩主である岩城氏と秋田藩主佐竹氏及び仙台藩主伊達氏との複雑な関係は戦国時代にまで遡る。
戦国時代、岩城重隆は男子がいなかったため、娘婿である伊達晴宗に頼んで晴宗の嫡男（重隆には外孫）である岩城親隆を養子に迎えて岩城氏を継がせた。ところが、親隆の息子である岩城常隆が急死した際、常隆の実子は幼少であったため、豊臣政権は後の初代秋田藩主・佐竹義宣の弟である岩城貞隆を後継者と定めた（義宣と貞隆の母は親隆の妹）。岩城氏を追われた常隆の遺児・隆道は初代仙台藩主である伊達政宗（親隆に代わって伊達氏を継いだ伊達輝宗の子）に庇護され、後に伊達政隆を称して仙台藩主の一門として「岩谷堂伊達家」を創設した。
その後、岩城氏を継いだ貞隆の子である岩城吉隆は紆余曲折の末に初代亀田藩主となったが、後に義宣の養子となって秋田藩の2代藩主になっている。このため、秋田藩は亀田藩の検地・城下建設などを全面的に支援している。しかし、5代藩主の岩城隆韶は仙台藩からの養子であり、これ以降の亀田藩は秋田藩との関係が薄れ、仙台藩との関係が強まっていった。そして、男子のいなかった隆韶は佐竹氏一門からではなく、伊達氏一門それも岩谷堂伊達家の岩城隆恭を養子に迎えた（ただし、途中で養子縁組が入っているため、岩城常隆とは直接血のつながりはない）。やがて隆恭は亀田藩の6代藩主となった。なお、秋田藩主は8代・佐竹義敦である。
この事件より約100年前の1679年（延宝7年）、秋田藩の物流の大動脈である雄物川のうち3kmほどが亀田領内にあることを根拠として、亀田藩が川船に税をかけた大正寺論争が起きていた。この時は最終的に亀田藩が課税を断念したが、この論争を始めとする軋轢が積み重なって、亀田藩と秋田藩の関係は次第に悪化していた。そして事件中の1770年（明和7年）、亀田藩は再度川船へ課税した。秋田藩は当該区間だけを陸送することで対抗しようとしたが、輸送量が多く賄い切れなくなり混乱を来した。論争は1772年（明和9年）に江戸幕府の裁定が下り、亀田藩の全面敗訴となった。

## 経過

### 事件の原因
退散決行後の1761年（宝暦11年）4月17日の覚によると、岩城八百之助らが藩主・岩城隆恭に対して、出府し諫言を試みた。しかしそれが受け入れられずに、逆に謹慎を命じられた。そこで、彼らに同意の者たち104人が、願いを受け入れられなければ、暇を願うほか無いと結束した。徒党的行為を止めさせる直書が再三藩主から出されたので、藩主の実家である岩谷堂伊達家伊達村望に訴えて、その仲介により再度出府し意見を訴えることができた。しかし、その後何も通達が無く処罰を恐れ、由緒ある秋田藩と巡見使を頼り脱藩した、とある。
騒動が起きると、秋田藩は徒目付の石川孫右衛門と大森蔵右衛門を亀田藩に派遣し、調査を命じた。二人は4月26日に帰国し、27日に報告書を提出した。それによると、亀田藩の財政困窮は深刻なものがあった。亀田藩では凶作と飢餓が続き、特に1755年（宝暦5年）には200余人の餓死者が出ていた。家臣たちの困窮も深刻で、給銀の前借りなどでその日をしのぐ有様であった。特に、役職についていない者は相続すら出来ない状態であった。一方、江戸で公家達に御馳走するという理由で、領内に御用金が課税されていた。その御馳走が中止されても、課税は止まず、その返済もままならない状態であった。4年ほど前から、困窮した家臣の為に、石高に応じた金子が貸与されることになったが、最近ではその返済が強要され、事前の何の指示も無いまま扶持から差し引かれることになった。これではとても生活ができない。せめて、扶持米からは差し引かないで欲しいと願い、それが駄目だったら退散するしかないと3人の重臣に訴えるに至った、ということであった。
当時の亀田藩の政治状況は、藩主・岩城隆恭が政治を一部の家臣らに任せ、自分は吟味にも加わらず、世間から「御心能殿様」と噂されていた。代わって先代藩主・岩城隆韶の正室である御隠居・貞正院が、国元も含め万事を指図していた。また江戸の医師・橋本三庵がその取り次ぎとして隠居に信用されていた。橋本らを批判すると、それが藩主にまで伝わり排斥されるなど、専横が続いていた。また、貞正院の生活は贅沢で、財政を圧迫しており、些細なことにまで藩政に干渉していた。さらに、家老の佐藤宇右衛門・用人の佐藤十（重）左衛門親子らが政権を独占していた。そこで、3人が出府して藩主に諫言を試みることになった。
1760年（宝暦10年）10月13日、3人は江戸に出府して隆恭と対面し、諫言あるいは口上書を提出し、帰国した。しかし佐藤十左衛門が11月24日に江戸から帰国し、3人に謹慎を命じた。他方、国元の家臣たちには、重臣3人に同意することなく職務に精勤するようにと下知した。家臣たちは、重臣3人の訴えが聞き入られないようであれば、藩を退去するしかないと上役に訴えた。上役はその訴えを取り次ぐわけにもいかず、預かりとした。
家臣たちの生活は依然として苦しく、宝暦11年正月に岩城八百之助ら3人が再度出府した。ところが、無断出府の罪で謹慎を命じられたので、隆恭の実父である伊達村望を訪ねて事情を説明し、その仲介で再度出府することができた。しかし、側近の者たちにはばまれ、それ以上強く意見を述べることも許されず帰国することになる。
4月15日に江戸詰家老が帰国し、国元家老らに閉門や遠慮を申し渡した。風説では、出府した重臣3人には切腹が申し渡されたが、国元家老らは3人を切腹させたのでは藩内が大変なことになると強く反対し、そのため閉門を命じられたとある。このため、3人と同志の家臣らが秋田藩に退散することを決意した。

### 退散決行
1761年（宝暦11年）4月16日に亀田藩からの脱藩が決行された。17日の早朝、雄物川の川口舟守から町奉行所宛に、亀田家中の者2人と女1人が通り、噂によれば亀田家中600人ほどが秋田領内に入ったとの報告が上げられた。同時に町内の者からも亀田家中130人ほどが秋田をめざしたとの報告があった。秋田藩は中間を走らせ、川筋での渡船の往来を禁じる措置を取った。
秋田藩は巡見使の入国が近いことを理由に彼らが久保田城下に入ることを断って荒屋村に留めることにし、同時に物頭らが足軽を率いて警戒にあたった。荒屋村の忠泉寺に100人余り、天龍寺には有力家臣3人とその従者が逗留した。噂では、さらに後を追って合流する者もいるという。
この事態に驚いた亀田藩からは、物頭の神保弥太郎が秋田藩に来藩して脱藩者を留め置くように頼んだ。また、秋田藩からは20日に物頭の川井と酒井孫右衛門が亀田藩に行き、重役に会って22日に帰藩した。こうした交渉と、江戸での関係者の相談によって、秋田藩の番頭である福原彦太夫と梅津内蔵允が荒屋村に出向き、3人とその従者を除く100人ほどを説得して帰藩させた。有力家臣3人ら35人は上野川村（後に川尻村）に移され、物頭らが交代で付き添った。
史料によって差異があるが、亀田藩の武士100人余り、4人に1人が脱藩したことになる。亀田藩では、帰国してもその罪は黙認する方針であたった。しかし、直ぐに帰国したものは極めて少数であった。4、5人は途中から引き返して、これまで例がない待遇を受けた。

### 秋田藩の対応
秋田藩では巡見使の来藩が迫っていたこともあり、このままでは噂が世間に広がると対処に追われた。そこで、江戸では藩役人が亀田藩主の岩城隆恭に会い、藩主が直接退散した者へ帰参を命ずる措置をとるか、秋田藩主に正式に帰参を依頼する書面を届けるか、何らかの措置を至急取って欲しいとした。しかし、亀田藩家老が秋田藩を訪れた際には、対応について具体的相談に到らず、期待に反したものであった。
その後、何度かの役人の往来で、仙台藩への働きかけもあり、帰藩すれば騒動が起こるに到った最初までさかのぼって原因究明をし、その結論が出るまでは脱藩に対する処分はしばらく見送ることになった。これは脱藩家臣らの共通の願いででもあった。亀田藩だけによる脱藩者に対する処分は出来ず、帰国すれば亀田藩主から秋田藩主に何らかの相談があるはずで、穏便に謹慎するようにと命じ、それが受け入れられ脱藩者の説得が成功した。3重臣については、帰国させて処罰されればとりかえしがつかないことになるので、帰藩させずに秋田藩主から指示があるまで逗留させると亀田藩に連絡した。

### 帰藩した脱藩者
しかし、帰藩した者を亀田藩は厳しく扱った。帰参者らに対して麻裃で出仕するように命じ、秋田藩との合意内容を無視した。藩主の命に従って出仕したものが17人いて、帰参した家中らが分裂した。秋田藩では一門や家老の連名で抗議の向上書を亀田藩に届けたが、その返答は納得出来るものではなかった。帰参者は悲惨な生活をし、服を売って米に代えその日の暮らしを送る有様であった。秋田藩では協議の上で275両を拠出し帰参者を救済した。正月22日には5人が改易処分になり、それを聞いた秋田藩では約束違反だと抗議をしたが、亀田藩主の回答は、自分の家来の処罰については第三者がとやかく干渉すべきではないと言い切っている。さらに、今後帰参藩士がどのようなことを申し越しても取り上げないでもらいたい、幕府への聞こえもよろしくないので、たとえ家名に拘るようなことになってもやむを得ないと、強硬な態度を示した。幕府への聞こえも問題にしないと言われれば、秋田藩側では打つ手は無いに等しかった。
この処置により、新屋村へ改易者の一部が再度到着したが、秋田藩では亀田藩の態度がますます硬化することを危惧し、金子を渡して退散を命じた。

### 3重臣の帰国
秋田藩に残された3重臣は、仙台藩・秋田藩と相談して、3重臣から批判された者を含め、改めて吟味することにまとまりつつあったが、その間に亀田藩における脱藩者への処分があった。秋田藩は亀田藩の措置はとても承服できないが、関係者を全員吟味し、亀田・秋田・仙台藩の相談で処分を決めるなら、3家臣を帰国させ事態収拾の相談をしてよいとした。秋田藩では、3重臣が疑心を抱いている吟味役役人候補の4人を除いた別の役人が吟味役にあたることを亀田藩に約束させ、3重臣は1766年（明和3年）12月27日に亀田藩に帰国することになった。
1767年（明和4年）7月、やっと再審が開始された。しかし、吟味は帰参者に対してのみ行われ、反対派の一部家臣に謹慎が命じられただけであった。たまりかねた脱藩者は遂に切腹を覚悟し、それを秋田藩の役人に見届けて欲しいとまで願った。これに対し秋田藩は彼らに自重を求め、彼らに対する援助や協力には限界があることを明言した。
9月18日、亀田藩の家老が秋田藩に来て、用人が大坂に出張したことを知らせ、その了承を求めた。しかし、その用人は帰参者から姦邪の中心人物として名指しされ、亀田藩でも帰参者と並んで被告席につくことを約束していた人物であった。このため、秋田藩内では亀田藩との断交論が意識されるようになる。明和5年2月、秋田藩は亀田藩に今までのことを抗議をして、このためやっと再審査が軌道に乗り、11月には決裁・裁断の時期になった。決裁内容は脱藩者に厳しく、脱藩者から名指しで批判されている反対者の行為は問題が無いというものであった。3家臣はいずれも蟄居を命ぜられ、特に岩城八百之助と岩城帯刀は御一門格を剥奪され、藩主から賜った藩主の名を一字を使用することを禁止された。秋田藩は一方的に審議を進めたことを強く抗議したが、亀田藩は既に仙台藩との相談は済んでいるとして、秋田藩へ対応を迫った。

### 秋田藩と亀田藩の断交
秋田藩はついに亀田藩との断交を決意した。1770年（明和7年）3月2日、秋田藩は115人の家臣団を率い、亀田藩家老に秋田藩の断交の方針を告げた。以後15年近く、亀田藩からの秋田藩への接触は困難であった。亀田藩主が再三詫びを入れても、秋田藩は許さなかった。
しかし、大正寺論争が亀田藩の敗訴となり、藩主・隆恭が幕府から差し控えを命じられた件が、和解工作を促す要因となった。亀田藩主が岩城隆恕へ代替わりした後、亀田藩から江戸の元光院を通して詫びを入れる形で、1784年（天明4年）12月に断交は解消された。この時、脱藩者から名指しで批判された家臣はまだ政務に従事していたが、彼らは主君の命によって行動しただけであるからと秋田藩へ慈悲の扱いを求め、家臣の名前を変える措置が取られた。

### その後
脱藩者がその後どうなったか、詳しいことは伝わっていない。脱藩首謀者の岩城八百之助は1779年（安永8年）に終身禁錮に処せられているので、騒動後に更に処分が行われたことも予想される。八百之助は一門格を剥奪されて「大館釣雪」を名乗り、その後もっぱら四書五経（古学）をおさめたとある。自ら文章を撰ぶこともあったという。藩内第一の学者となり、藩校・長善館が創設されると、登用されて学頭となる。しかし、岩城隆恕の重用のため43歳でこれを退いた。世に東獄先生と呼ばれ、1818年に80歳で没する。
八百之助の子の権現太夫隆済の代で一門格に復した。隆済は藩校・長善館の学頭や家老になり、また本荘藩との境界論争である真木山事件で功績を上げている。